# Grades et insignes militaires sud-vietnamiens
Les grades et insignes militaires sud-vietnamiens étaient utilisés par les forces militaires de la République du Viêt Nam, en particulier l'Armée de terre, la Marine de guerre, les Marines et l'Armée de l'air.
Basés à l'origine sur les grades français, les grades ont été modifiés en 1967 pour ressembler davantage aux grades américains.

## Les grades des officiers brevetés
L'insigne de grade des officiers.
| Branche                                                 | Généraux    | Généraux    | Généraux    | Généraux    | Généraux    | Généraux    | Généraux    | Généraux    | Généraux    | Généraux | Officiers de haut rang | Officiers de haut rang | Officiers de haut rang | Officiers de haut rang | Officiers de haut rang | Officiers de haut rang | Officiers subalternes | Officiers subalternes | Officiers subalternes | Officiers subalternes | Officiers subalternes | Officiers subalternes | Officiers subalternes | Officiers subalternes | Élèves officiers | Élèves officiers | Élèves officiers | Élèves officiers  | Élèves officiers  | Élèves officiers  | Élèves officiers  | Élèves officiers  | Élèves officiers  | Élèves officiers  | Élèves officiers  | Élèves officiers |
| ------------------------------------------------------- | ----------- | ----------- | ----------- | ----------- | ----------- | ----------- | ----------- | ----------- | ----------- | -------- | ---------------------- | ---------------------- | ---------------------- | ---------------------- | ---------------------- | ---------------------- | --------------------- | --------------------- | --------------------- | --------------------- | --------------------- | --------------------- | --------------------- | --------------------- | ---------------- | ---------------- | ---------------- | ----------------- | ----------------- | ----------------- | ----------------- | ----------------- | ----------------- | ----------------- | ----------------- | ---------------- |
| Armée de terre de la république du Viêt Nam (1955-1963) |             |             |             |             |             |             |             |             |             |          |                        |                        |                        |                        |                        |                        |                       |                       |                       |                       |                       |                       |                       |                       |                  |                  |                  |                   |                   |                   |                   |                   |                   |                   |                   |                  |
| Đại tướng                                               | Đại tướng   | Trung tướng | Trung tướng | Thiếu tướng | Thiếu tướng | Chuẩn tướng | Chuẩn tướng | Đại tá      | Đại tá      | Trung tá | Trung tá               | Thiếu tá               | Thiếu tá               | Đại úy                 | Đại úy                 | Trung úy               | Trung úy              | Trung úy              | Thiếu úy              | Thiếu úy              | Thiếu úy              | Chuẩn úy              | Chuẩn úy              | Chuẩn úy              | Chuẩn úy         | Chuẩn úy         | Chuẩn úy         | Sinh viên sĩ quan | Sinh viên sĩ quan | Sinh viên sĩ quan | Sinh viên sĩ quan | Sinh viên sĩ quan | Sinh viên sĩ quan |                   |                   |                  |
| Armée de terre de la république du Viêt Nam (1964-1975) |             |             |             |             |             |             |             |             |             |          |                        |                        |                        |                        |                        |                        |                       |                       |                       |                       |                       |                       |                       |                       |                  |                  |                  |                   |                   |                   |                   |                   |                   |                   |                   |                  |
| Thống tướng                                             | Thống tướng | Đại tướng   | Đại tướng   | Trung tướng | Trung tướng | Thiếu tướng | Thiếu tướng | Chuẩn tướng | Chuẩn tướng | Đại tá   | Đại tá                 | Trung tá               | Trung tá               | Thiếu tá               | Thiếu tá               | Đại úy                 | Đại úy                | Trung úy              | Trung úy              | Trung úy              | Thiếu úy              | Thiếu úy              | Thiếu úy              | Chuẩn úy              | Chuẩn úy         | Chuẩn úy         | Chuẩn úy         | Chuẩn úy          | Chuẩn úy          | Sinh viên sĩ quan | Sinh viên sĩ quan | Sinh viên sĩ quan | Sinh viên sĩ quan | Sinh viên sĩ quan | Sinh viên sĩ quan |                  |

| Branche                                         | Généraux       | Généraux   | Généraux   | Généraux   | Généraux   | Généraux   | Généraux   | Généraux   | Généraux   | Généraux | Officiers de haut rang | Officiers de haut rang | Officiers de haut rang | Officiers de haut rang | Officiers de haut rang | Officiers de haut rang | Officiers subalternes | Officiers subalternes | Officiers subalternes | Officiers subalternes | Officiers subalternes | Officiers subalternes | Officiers subalternes | Officiers subalternes | Élèves officiers | Élèves officiers | Élèves officiers | Élèves officiers  | Élèves officiers  | Élèves officiers  | Élèves officiers  | Élèves officiers  | Élèves officiers  | Élèves officiers  | Élèves officiers  | Élèves officiers |
| ----------------------------------------------- | -------------- | ---------- | ---------- | ---------- | ---------- | ---------- | ---------- | ---------- | ---------- | -------- | ---------------------- | ---------------------- | ---------------------- | ---------------------- | ---------------------- | ---------------------- | --------------------- | --------------------- | --------------------- | --------------------- | --------------------- | --------------------- | --------------------- | --------------------- | ---------------- | ---------------- | ---------------- | ----------------- | ----------------- | ----------------- | ----------------- | ----------------- | ----------------- | ----------------- | ----------------- | ---------------- |
| Marine de la république du Viêt Nam (1955-1963) |                |            |            |            |            |            |            |            |            |          |                        |                        |                        |                        |                        |                        |                       |                       |                       |                       |                       |                       |                       |                       |                  |                  |                  |                   |                   |                   |                   |                   |                   |                   |                   |                  |
| Đô đốc                                          | Đô đốc         | Phó đô đốc | Phó đô đốc | Đề đốc     | Đề đốc     | Phó đề đốc | Phó đề đốc | Đại tá     | Đại tá     | Trung tá | Trung tá               | Thiếu tá               | Thiếu tá               | Đại úy                 | Đại úy                 | Trung úy               | Trung úy              | Trung úy              | Thiếu úy              | Thiếu úy              | Thiếu úy              | Chuẩn úy              | Chuẩn úy              | Chuẩn úy              | Chuẩn úy         | Chuẩn úy         | Chuẩn úy         | Sinh viên sĩ quan | Sinh viên sĩ quan | Sinh viên sĩ quan | Sinh viên sĩ quan | Sinh viên sĩ quan | Sinh viên sĩ quan |                   |                   |                  |
| Marine de la république du Viêt Nam (1964-1975) |                |            |            |            |            |            |            |            |            |          |                        |                        |                        |                        |                        |                        |                       |                       |                       |                       |                       |                       |                       |                       |                  |                  |                  |                   |                   |                   |                   |                   |                   |                   |                   |                  |
| Thủy sư Đô đốc                                  | Thủy sư Đô đốc | Đô đốc     | Đô đốc     | Phó đô đốc | Phó đô đốc | Đề đốc     | Đề đốc     | Phó đề đốc | Phó đề đốc | Đại tá   | Đại tá                 | Trung tá               | Trung tá               | Thiếu tá               | Thiếu tá               | Đại úy                 | Đại úy                | Trung úy              | Trung úy              | Trung úy              | Thiếu úy              | Thiếu úy              | Thiếu úy              | Chuẩn úy              | Chuẩn úy         | Chuẩn úy         | Chuẩn úy         | Chuẩn úy          | Chuẩn úy          | Sinh viên sĩ quan | Sinh viên sĩ quan | Sinh viên sĩ quan | Sinh viên sĩ quan | Sinh viên sĩ quan | Sinh viên sĩ quan |                  |

| Branche                                                 | Généraux    | Généraux    | Généraux    | Généraux    | Généraux    | Généraux    | Généraux    | Généraux    | Généraux    | Généraux | Officiers de haut rang | Officiers de haut rang | Officiers de haut rang | Officiers de haut rang | Officiers de haut rang | Officiers de haut rang | Officiers subalternes | Officiers subalternes | Officiers subalternes | Officiers subalternes | Officiers subalternes | Officiers subalternes | Officiers subalternes | Officiers subalternes | Élèves officiers | Élèves officiers  | Élèves officiers  | Élèves officiers  | Élèves officiers  | Élèves officiers  | Élèves officiers  | Élèves officiers  | Élèves officiers  | Élèves officiers  | Élèves officiers  | Élèves officiers |
| ------------------------------------------------------- | ----------- | ----------- | ----------- | ----------- | ----------- | ----------- | ----------- | ----------- | ----------- | -------- | ---------------------- | ---------------------- | ---------------------- | ---------------------- | ---------------------- | ---------------------- | --------------------- | --------------------- | --------------------- | --------------------- | --------------------- | --------------------- | --------------------- | --------------------- | ---------------- | ----------------- | ----------------- | ----------------- | ----------------- | ----------------- | ----------------- | ----------------- | ----------------- | ----------------- | ----------------- | ---------------- |
| Armée de l'air de la république du Viêt Nam (1955-1963) |             |             |             |             |             |             |             |             |             |          |                        |                        |                        |                        |                        |                        |                       |                       |                       |                       |                       |                       |                       |                       |                  |                   |                   |                   |                   |                   |                   |                   |                   |                   |                   |                  |
| Trung tướng                                             | Trung tướng | Thiếu tướng | Thiếu tướng | Chuẩn tướng | Chuẩn tướng | Đại tá      | Đại tá      | Trung tá    | Trung tá    | Thiếu tá | Thiếu tá               | Đại úy                 | Đại úy                 | Trung úy               | Trung úy               | Trung úy               | Thiếu úy              | Thiếu úy              | Thiếu úy              | Chuẩn úy              | Chuẩn úy              | Chuẩn úy              | Chuẩn úy              | Chuẩn úy              | Chuẩn úy         | Sinh viên sĩ quan | Sinh viên sĩ quan | Sinh viên sĩ quan | Sinh viên sĩ quan | Sinh viên sĩ quan | Sinh viên sĩ quan |                   |                   |                   |                   |                  |
| Armée de l'air de la république du Viêt Nam (1964-1975) |             |             |             |             |             |             |             |             |             |          |                        |                        |                        |                        |                        |                        |                       |                       |                       |                       |                       |                       |                       |                       |                  |                   |                   |                   |                   |                   |                   |                   |                   |                   |                   |                  |
| Thống tướng                                             | Thống tướng | Đại tướng   | Đại tướng   | Trung tướng | Trung tướng | Thiếu tướng | Thiếu tướng | Chuẩn tướng | Chuẩn tướng | Đại tá   | Đại tá                 | Trung tá               | Trung tá               | Thiếu tá               | Thiếu tá               | Đại úy                 | Đại úy                | Trung úy              | Trung úy              | Trung úy              | Thiếu úy              | Thiếu úy              | Thiếu úy              | Chuẩn úy              | Chuẩn úy         | Chuẩn úy          | Chuẩn úy          | Chuẩn úy          | Chuẩn úy          | Sinh viên sĩ quan | Sinh viên sĩ quan | Sinh viên sĩ quan | Sinh viên sĩ quan | Sinh viên sĩ quan | Sinh viên sĩ quan |                  |

## Autres rangs
L'insigne de grade des sous-officiers et des militaires.
| Armée de terre de la république du Viêt Nam (1954-1967) |                |                |                |                |                |                |           |           |               |               |               |               |               |               |          |          |          |          |          |          |            |            |            |            |       |       |           |           |           |           |           |           |          |          | Pas d'insigne | Pas d'insigne |
| Armée de terre de la république du Viêt Nam (1954-1967) | Thượng sĩ nhất | Thượng sĩ nhất | Thượng sĩ nhất | Thượng sĩ nhất | Thượng sĩ nhất | Thượng sĩ nhất | Thượng sĩ | Thượng sĩ | Trung sĩ nhất | Trung sĩ nhất | Trung sĩ nhất | Trung sĩ nhất | Trung sĩ nhất | Trung sĩ nhất | Trung sĩ | Trung sĩ | Trung sĩ | Trung sĩ | Trung sĩ | Trung sĩ | Hạ sĩ nhất | Hạ sĩ nhất | Hạ sĩ nhất | Hạ sĩ nhất | Hạ sĩ | Hạ sĩ | Binh nhất | Binh nhất | Binh nhất | Binh nhất | Binh nhất | Binh nhất | Binh nhì | Binh nhì |               |               |
| Armée de terre de la république du Viêt Nam (1967-1975) |                |                |                |                |                |                |           |           |               |               |               |               |               |               |          |          |          |          |          |          |            |            |            |            |       |       |           |           |           |           |           |           |          |          | Pas d'insigne | Pas d'insigne |
| Armée de terre de la république du Viêt Nam (1967-1975) | Thượng sĩ nhất | Thượng sĩ nhất | Thượng sĩ nhất | Thượng sĩ nhất | Thượng sĩ nhất | Thượng sĩ nhất | Thượng sĩ | Thượng sĩ | Trung sĩ nhất | Trung sĩ nhất | Trung sĩ nhất | Trung sĩ nhất | Trung sĩ nhất | Trung sĩ nhất | Trung sĩ | Trung sĩ | Trung sĩ | Trung sĩ | Trung sĩ | Trung sĩ | Hạ sĩ nhất | Hạ sĩ nhất | Hạ sĩ nhất | Hạ sĩ nhất | Hạ sĩ | Hạ sĩ | Binh nhất | Binh nhất | Binh nhất | Binh nhất | Binh nhất | Binh nhất | Binh nhì | Binh nhì |               |               |

| Marine de la république du Viêt Nam (1954–1967)  |                |                |                |                |                |                |           |           |               |               |               |               |               |               |          |          |          |          |          |          |            |            |            |            |       |       |           |           |           |           |           |           |          |          | Pas d'insigne | Pas d'insigne |
| Marine de la république du Viêt Nam (1954–1967)  | Thượng sĩ nhất | Thượng sĩ nhất | Thượng sĩ nhất | Thượng sĩ nhất | Thượng sĩ nhất | Thượng sĩ nhất | Thượng sĩ | Thượng sĩ | Trung sĩ nhất | Trung sĩ nhất | Trung sĩ nhất | Trung sĩ nhất | Trung sĩ nhất | Trung sĩ nhất | Trung sĩ | Trung sĩ | Trung sĩ | Trung sĩ | Trung sĩ | Trung sĩ | Hạ sĩ nhất | Hạ sĩ nhất | Hạ sĩ nhất | Hạ sĩ nhất | Hạ sĩ | Hạ sĩ | Binh nhất | Binh nhất | Binh nhất | Binh nhất | Binh nhất | Binh nhất | Binh nhì | Binh nhì |               |               |
| Marine de la république du Viêt Nam (1967–1975)} |                |                |                |                |                |                |           |           |               |               |               |               |               |               |          |          |          |          |          |          |            |            |            |            |       |       |           |           |           |           |           |           |          |          | Pas d'insigne | Pas d'insigne |
| Marine de la république du Viêt Nam (1967–1975)} | Thượng sĩ nhất | Thượng sĩ nhất | Thượng sĩ nhất | Thượng sĩ nhất | Thượng sĩ nhất | Thượng sĩ nhất | Thượng sĩ | Thượng sĩ | Trung sĩ nhất | Trung sĩ nhất | Trung sĩ nhất | Trung sĩ nhất | Trung sĩ nhất | Trung sĩ nhất | Trung sĩ | Trung sĩ | Trung sĩ | Trung sĩ | Trung sĩ | Trung sĩ | Hạ sĩ nhất | Hạ sĩ nhất | Hạ sĩ nhất | Hạ sĩ nhất | Hạ sĩ | Hạ sĩ | Binh nhất | Binh nhất | Binh nhất | Binh nhất | Binh nhất | Binh nhất | Binh nhì | Binh nhì |               |               |

| Division de Marines de la République du Viêt Nam (1954-1967) |                |                |                |                |                |                |           |           |               |               |               |               |               |               |          |          |          |          |          |          |            |            |            |            |       |       |           |           |           |           |           |           |          |          | Pas d'insigne | Pas d'insigne |
| Division de Marines de la République du Viêt Nam (1954-1967) | Thượng sĩ nhất | Thượng sĩ nhất | Thượng sĩ nhất | Thượng sĩ nhất | Thượng sĩ nhất | Thượng sĩ nhất | Thượng sĩ | Thượng sĩ | Trung sĩ nhất | Trung sĩ nhất | Trung sĩ nhất | Trung sĩ nhất | Trung sĩ nhất | Trung sĩ nhất | Trung sĩ | Trung sĩ | Trung sĩ | Trung sĩ | Trung sĩ | Trung sĩ | Hạ sĩ nhất | Hạ sĩ nhất | Hạ sĩ nhất | Hạ sĩ nhất | Hạ sĩ | Hạ sĩ | Binh nhất | Binh nhất | Binh nhất | Binh nhất | Binh nhất | Binh nhất | Binh nhì | Binh nhì |               |               |
| Division de Marines de la République du Viêt Nam (1967-1975) |                |                |                |                |                |                |           |           |               |               |               |               |               |               |          |          |          |          |          |          |            |            |            |            |       |       |           |           |           |           |           |           |          |          | Pas d'insigne | Pas d'insigne |
| Division de Marines de la République du Viêt Nam (1967-1975) | Thượng sĩ nhất | Thượng sĩ nhất | Thượng sĩ nhất | Thượng sĩ nhất | Thượng sĩ nhất | Thượng sĩ nhất | Thượng sĩ | Thượng sĩ | Trung sĩ nhất | Trung sĩ nhất | Trung sĩ nhất | Trung sĩ nhất | Trung sĩ nhất | Trung sĩ nhất | Trung sĩ | Trung sĩ | Trung sĩ | Trung sĩ | Trung sĩ | Trung sĩ | Hạ sĩ nhất | Hạ sĩ nhất | Hạ sĩ nhất | Hạ sĩ nhất | Hạ sĩ | Hạ sĩ | Binh nhất | Binh nhất | Binh nhất | Binh nhất | Binh nhất | Binh nhất | Binh nhì | Binh nhì |               |               |

| Branche                                                 | Sous-officier supérieur | Sous-officier supérieur | Sous-officier supérieur | Sous-officier supérieur | Sous-officier supérieur | Sous-officier supérieur | Sous-officier supérieur | Sous-officier supérieur | Sous-officier supérieur | Sous-officier supérieur | Sous-officier supérieur | Sous-officier supérieur | Sous-officier supérieur | Sous-officier supérieur | Sous-officier supérieur | Sous-officier supérieur | Sous-officier supérieur | Sous-officier supérieur | Sous-officier supérieur | Sous-officier supérieur | Sous-officier supérieur | Sous-officier supérieur | Sous-officiers subalternes | Sous-officiers subalternes | Sous-officiers subalternes | Sous-officiers subalternes | Sous-officiers subalternes | Sous-officiers subalternes | Engagé    | Engagé    | Engagé    | Engagé   | Engagé   | Engagé | Engagé | Engagé | Engagé | Engagé | Engagé | Engagé |
| ------------------------------------------------------- | ----------------------- | ----------------------- | ----------------------- | ----------------------- | ----------------------- | ----------------------- | ----------------------- | ----------------------- | ----------------------- | ----------------------- | ----------------------- | ----------------------- | ----------------------- | ----------------------- | ----------------------- | ----------------------- | ----------------------- | ----------------------- | ----------------------- | ----------------------- | ----------------------- | ----------------------- | -------------------------- | -------------------------- | -------------------------- | -------------------------- | -------------------------- | -------------------------- | --------- | --------- | --------- | -------- | -------- | ------ | ------ | ------ | ------ | ------ | ------ | ------ |
| Armée de l'air de la république du Viêt Nam (1954-1967) |                         |                         |                         |                         |                         |                         |                         |                         |                         |                         |                         |                         |                         |                         |                         |                         |                         |                         |                         |                         |                         |                         |                            |                            |                            |                            |                            |                            |           |           |           |          |          |        |        |        |        |        |        |        |
| Thượng sĩ nhất                                          | Thượng sĩ nhất          | Thượng sĩ nhất          | Thượng sĩ nhất          | Thượng sĩ nhất          | Thượng sĩ nhất          | Thượng sĩ               | Thượng sĩ               | Trung sĩ nhất           | Trung sĩ nhất           | Trung sĩ nhất           | Trung sĩ nhất           | Trung sĩ nhất           | Trung sĩ nhất           | Trung sĩ                | Trung sĩ                | Trung sĩ                | Trung sĩ                | Trung sĩ                | Trung sĩ                | Hạ sĩ nhất              | Hạ sĩ nhất              | Hạ sĩ nhất              | Hạ sĩ nhất                 | Hạ sĩ                      | Hạ sĩ                      | Binh nhất                  | Binh nhất                  | Binh nhất                  | Binh nhất | Binh nhất | Binh nhất | Binh nhì | Binh nhì |        |        |        |        |        |        |        |
| Armée de l'air de la république du Viêt Nam (1967-1975) |                         |                         |                         |                         |                         |                         |                         |                         |                         |                         |                         |                         |                         |                         |                         |                         |                         |                         |                         |                         |                         |                         |                            |                            |                            |                            |                            |                            |           |           |           |          |          |        |        |        |        |        |        |        |
| Thượng sĩ nhất                                          | Thượng sĩ nhất          | Thượng sĩ nhất          | Thượng sĩ nhất          | Thượng sĩ nhất          | Thượng sĩ nhất          | Thượng sĩ               | Thượng sĩ               | Trung sĩ nhất           | Trung sĩ nhất           | Trung sĩ nhất           | Trung sĩ nhất           | Trung sĩ nhất           | Trung sĩ nhất           | Trung sĩ                | Trung sĩ                | Trung sĩ                | Trung sĩ                | Trung sĩ                | Trung sĩ                | Hạ sĩ nhất              | Hạ sĩ nhất              | Hạ sĩ nhất              | Hạ sĩ nhất                 | Hạ sĩ                      | Hạ sĩ                      | Binh nhất                  | Binh nhất                  | Binh nhất                  | Binh nhất | Binh nhất | Binh nhất | Binh nhì | Binh nhì |        |        |        |        |        |        |        |